# Maren Spliid
Maren Spliid, Spliids o Splids (c. 1600-9 de noviembre de 1641), fue una supuesta bruja danesa, probablemente la víctima más conocida de la caza de brujas en Dinamarca.

## El primer juicio
Maren Thomasdatter Splids nació en el pueblo de Grimstrup en Esbjerg. Era la esposa de un sastre rico y exitoso en la ciudad de Ribe en Jutlandia y regentaba una posada en una de las casas de su marido. Era una mujer independiente con una lengua afilada.
Didrik el sastre, un competidor laboral sin éxito de su marido, la acusó de brujería en 1637. Afirmó que una noche lo habían despertado tres brujas; dos eran desconocidas para él, pero la tercera era Maren. Lo habían sujetado y Maren le sopló en la boca. Al día siguiente se enfermó y vomitó un objeto que pensó que se movía. El objeto fue presentado y observado por los sacerdotes y el obispo, quienes lo declararon antinatural. Pero su esposo estuvo a su lado y logró que la absolvieran de los cargos.

## El segundo juicio
Didrik luego reunió testigos para apoyar su causa y se dirigió directamente al rey Cristián IV de Dinamarca, en 1639. El rey declaró que el caso debería abrirse de nuevo y que Maren debería traer 15 testigos respetables para jurarla libre de los cargos. No logró obtenerlos y, por lo tanto, fue juzgada culpable de los cargos en 1640, pero liberada por el tribunal superior. El asunto se llevó ahora ante el tribunal supremo, donde el rey era el juez. El soberano hizo traer a Maren a Copenhague y la torturó, a pesar de que la ley danesa prohibía torturar a los prisioneros antes de que fueran juzgados. La tortura la hizo admitir su culpabilidad y acusar a otras personas de brujas. El juicio fue "Debido a que Maren Spliid personalmente y aquí ante el tribunal, así como en confesiones anteriores, dijo que había usado la brujería y, por lo tanto, abusado del santo sacramento de la comunión, la encontramos una hechicera, y por su vida sufrirá fuego y estaca". En Dinamarca, las brujas a menudo eran quemadas vivas en la hoguera.
El día después de la sentencia, Maren fue ejecutada en las afueras de Ribe. Había venido tanta gente a ver la ejecución que el sacerdote apenas podía llegar hasta ella. Le dieron media botella de alcohol para que se templara y le ataron una bolsita de pólvora en la espalda para que la muerte fuera más rápida. Luego la ataron a una escalera, la alzaron y fue arrojada de cara al fuego.

## Secuelas
En 1652, once años después de esta ejecución, Anna Bruds fue quemada en Ribe por bruja. Después de esto, la caza de brujas en Dinamarca fue menos intensa, aunque la última bruja condenada en Dinamarca, Anne Palles, fue ejecutada en 1693. Noruega y Dinamarca fueron los países de Escandinavia que más brujas condenaron. Unas mil personas fueron quemadas entre 1540 y 1693, especialmente en Jutlandia y el norte de Noruega. Además, normalmente eran quemadas vivas, como en el continente, mientras que en Suecia y Finlandia el procedimiento común era decapitar primero al reo y quemar el cadáver.